# NGC 2667
NGC 2667 = IC 2410 ist eine Galaxie im Sternbild Krebs auf der Ekliptik. Sie ist schätzungsweise 174 Millionen Lichtjahre von der Milchstraße entfernt und hat einen Durchmesser von etwa 40.000 Lj.
Im selben Himmelsareal befindet sich die Galaxie NGC 2672, NGC 2673, NGC 2677, IC 2411.
Das Objekt wurde am 18. Februar 1862 von Heinrich d’Arrest entdeckt.